# Округ Итавомба (Мисисипи)
Итавомба (енгл. Itawamba County) је округ у америчкој савезној држави Мисисипи.

## Демографија
По попису из 2010. године број становника је 23.401, што је 631 (2,8%) становника више него 2000. године.
| Група             | 2000.          | 2010.          |
| Белци             | 20.942 (92,0%) | 21.490 (91,8%) |
| Афроамериканци    | 1.473 (6,5%)   | 1.391 (5,9%)   |
| Азијати           | 42 (0,2%)      | 52 (0,2%)      |
| Хиспаноамериканци | 226 (1,0%)     | 300 (1,3%)     |
| Укупно            | 22.770         | 23.401         |